# Rio Dives
O rio Dives é um rio localizado nos departamentos de Orne e Calvados, no noroeste da França. Desagua no canal da Mancha após percorrer 105 km e drenar 1573 km2
Nasce perto de Exmes, no departamento de Orne e corre em geral para norte passando pelas comunas de:
- Orne: Trun
- Calvados: Morteaux-Coulibœuf, Saint-Pierre-sur-Dives, Troarn, Dives-sur-Mer, Cabourg

O último quilómetro do Dives é um grande meandro que circunda um porto artificial e a localidade turística de Port Guillaume (porto de Guilherme). Entre este rio e o canal da Mancha há uma grande duna de areia chamada Le cap Cabourg.
O seu estuário foi o local onde Guilherme I da Inglaterra teve as suas mais decisivas vitórias em 1057 contra os exércitos de França e Anjou. Em 1066, foi também daí que partiu para a conquista da Inglaterra.